# 褐負蝽
褐負蝽（学名：Diplonychus rusticus）为負蝽科負蝽屬下的一个种。